# Ангола на Паралимпийских играх
Ангола на Паралимпийских играх впервые приняла участие в 1996 году на летних Играх в Атланте, и с тех пор принимает участие на всех летних Играх . На зимних Играх делегация Анголы не участвовала ни разу.
На настоящее время спортсмены Анголы завоевали на всех Играх в сумме 8 медалей, из них 4 золотые.

## Медальный зачёт

### Медали летних Паралимпийских игр
| Игры                | Золото | Серебро | Бронза | Всего | Место |
| ------------------- | ------ | ------- | ------ | ----- | ----- |
| 1996 Атланта        | 0      | 0       | 0      | 0     | —     |
| 2000 Сидней         | 0      | 0       | 0      | 0     | —     |
| 2004 Афины          | 3      | 0       | 0      | 3     | 39    |
| 2008 Пекин          | 0      | 3       | 0      | 3     | 54    |
| 2012 Лондон         | 1      | 0       | 1      | 2     | 51    |
| 2016 Рио-де-Жанейро | 0      | 0       | 0      | 0     | —     |
| 2020 Токио          | 0      | 0       | 0      | 0     | —     |
| Итого               | 4      | 3       | 1      | 8     |       |